# ネブカドネザル1世
聖書に登場する、より有名なネブカドネザル2世(en) と混同しないでください。
ネブカドネザル1世（Nebuchadnezzar I、在位：紀元前1121年頃 - 紀元前1100年頃）は古代メソポタミア、イシン第2王朝（バビロン第4王朝）の王である。同王朝の王の中で最もよく知られている。なお、ネブカドネザルという名前は旧約聖書のヘブライ語表記に基づいており、アッカド語（バビロニア語）ではナブー・クドゥリ・ウツル（Nabu Kudurri Usur）と表記される。
彼は、後に同名となったナブー・クドゥリ・ウツル2世とは血縁関係がなく、ナブー・クドゥリ・ウツル2世は、その名のヘブライ語形である「ネブカドネザル」で知られるようになった。したがって、この呼称を遡及的に先の王に適用するのは時代錯誤ではあるが不適切ではない。なお、この王、ネブカドネザル1世は聖書には登場しない。聖書に登場する王はナブー・クドゥリ・ウツル2世、ネブカドネザル2世である。

## 来歴
彼は王となった後、以前の王達と同じくエラム人（シュトルク朝、Shutrukid dynasty）との戦いに集中した。彼はこの王朝の歴代王の中で最も成功を収めた王であり、エラムとの戦いで勝利を収めてスサを占領した。この時カッシート朝（バビロン第3王朝）滅亡時にエラムに持ち去られていたマルドゥク神像を奪回してバビロンのマルドゥク祭司を復活させた。このことは当時のバビロニアにとって宗教的に大きな意味を持っており、ネブカドネザル1世の遠征とマルドゥク神の帰還に関する文学作品が多数残されている。
またニップル市やバビロン市の神殿群を修復するとともに、王女をウルの巫女の長に任ずるなどしてイシン第2王朝の地盤を固めることに腐心した。
ネブカドネザル1世は2度にわたってアッシリアのアッシュール・レシュ・イシ1世と戦ったことも記録されているが、エラム方面と異なって大きな戦果を上げることはできなかった。
死後、エンリル・ナディン・アプリが跡を継いだ。